# Otto Abe
Otto Abe (* 18..; † 19..) war ein deutscher Baumeister, der das Ingolstädter Altstadtbild durch seine Bauten prägte.

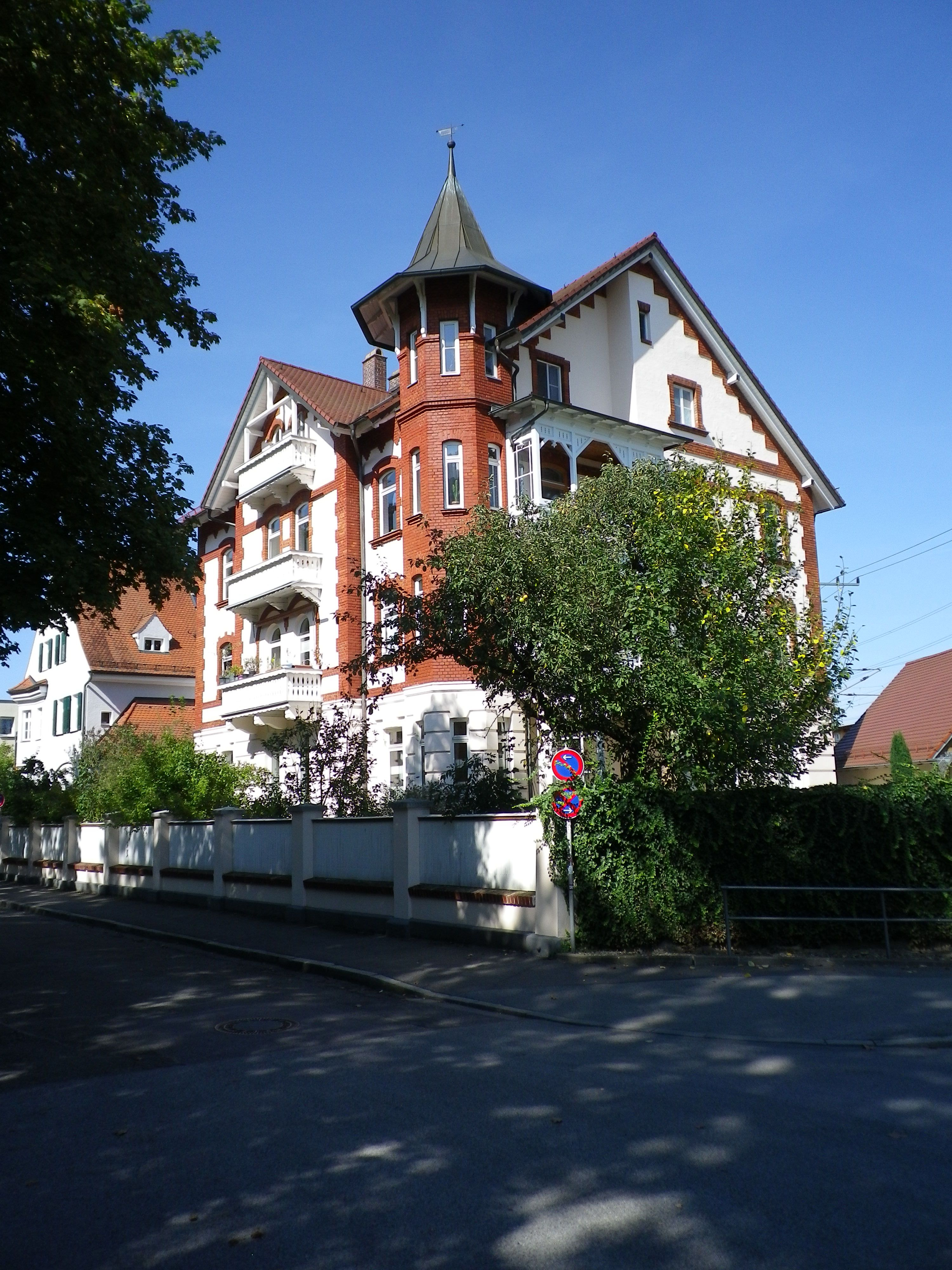
Östliche Ringstraße 16, Ingolstadt

## Werdegang
Otto Abe war von 1912 bis 1919 Magistratrat im Stadtmuseum Ingolstadt. Abe war vorwiegend in der Stadt Ingolstadt tätig und eine Vielzahl seiner Bauwerke stehen unter Denkmalschutz. Leonhard Obermeyer war Lehrling bei Otto Abe. Abe war von 1912 bis 1919 als Magistratsrat im Stadtmuseum Ingolstadt tätig.

## Bauten

Kupferstraße 26, Ingolstadt

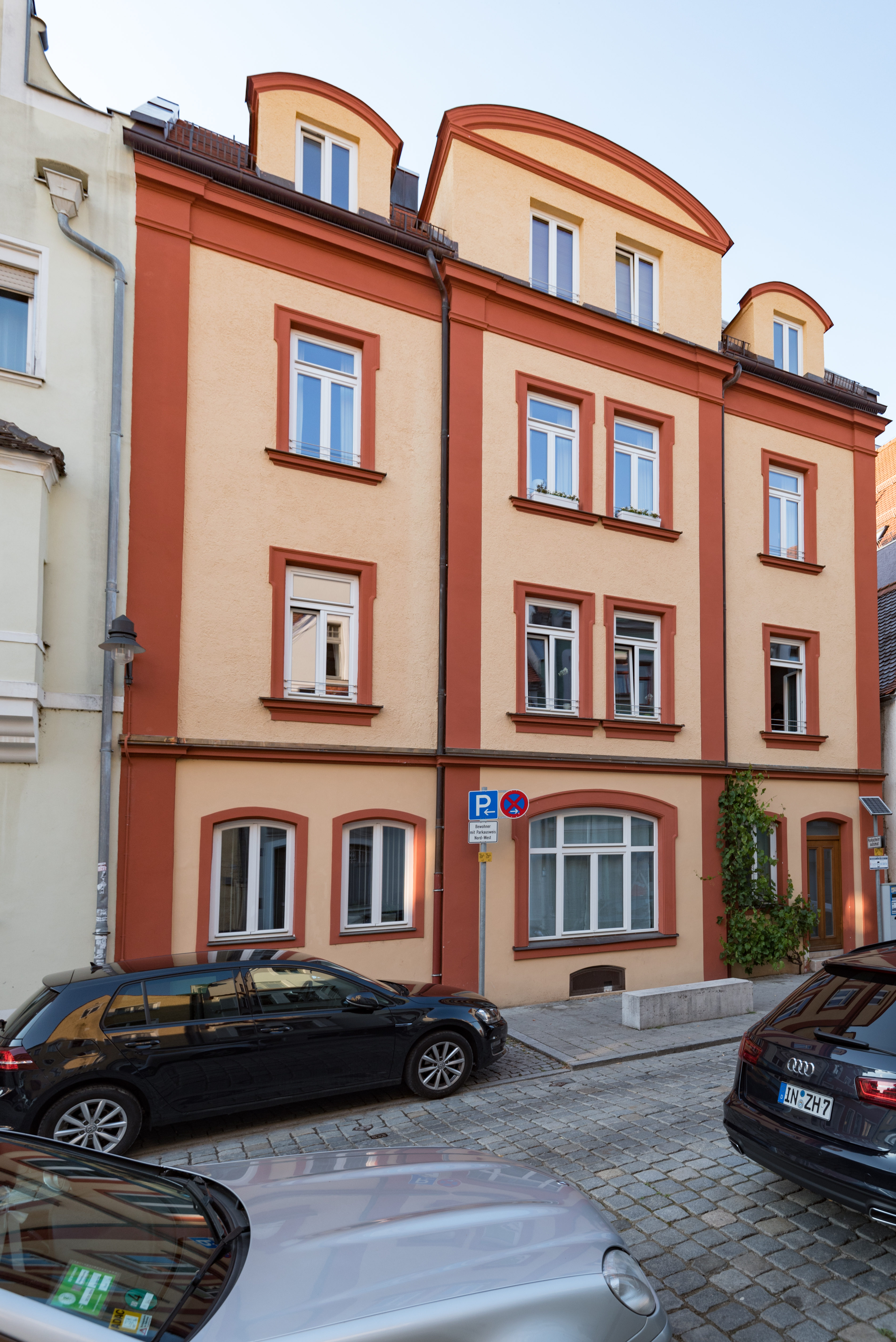
Schulstraße 15, Ingolstadt

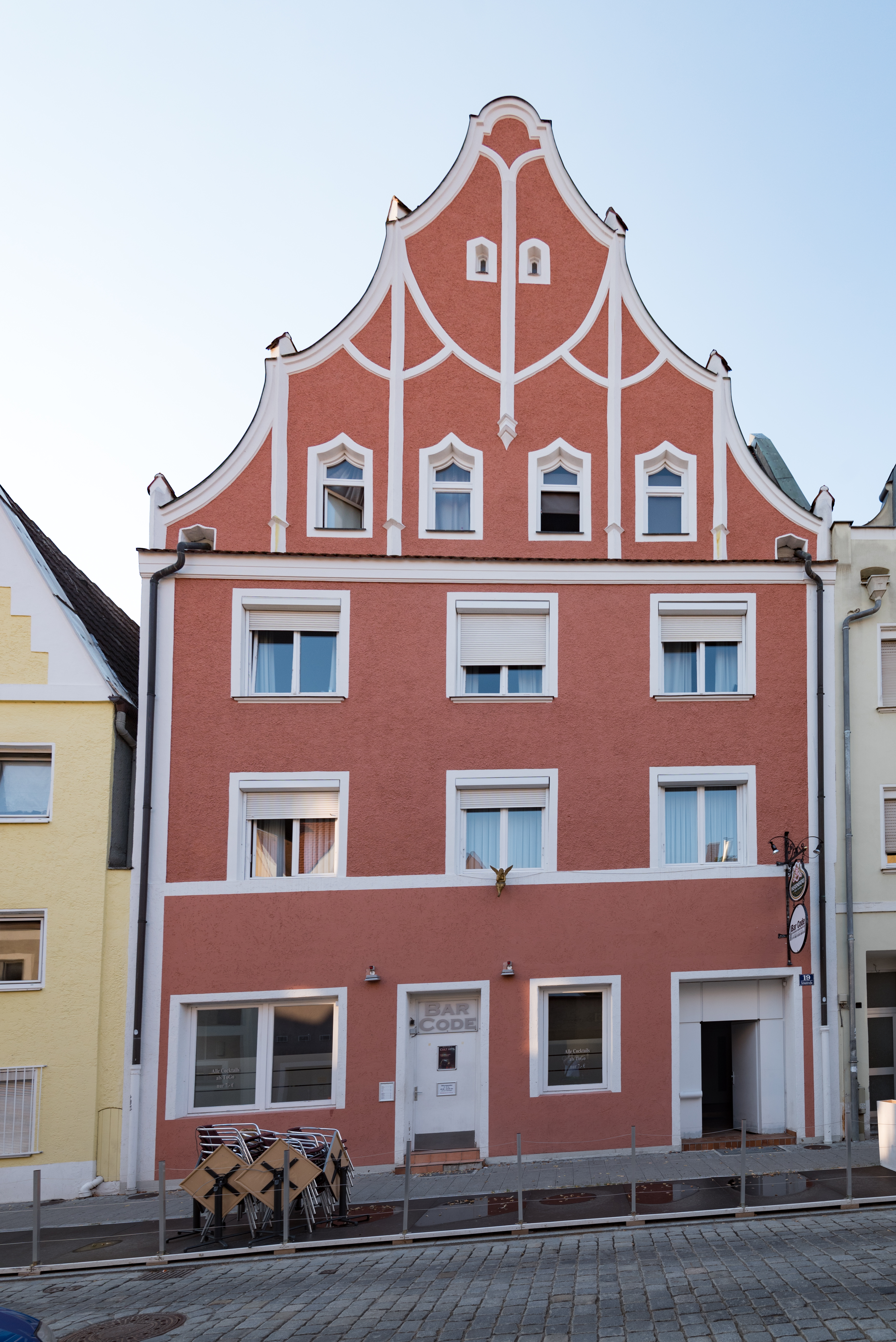
Schulstraße 19, Ingolstadt

Die folgenden 15 „Abebauten“ unter Denkmalschutz und sind im Bayerischen Landesamt für Denkmalpflege und in der Liste der Baudenkmäler in Ingolstadt eingetragen.
- 1895: Wohn- und Geschäftshaus – Friedrich-Ebert-Straße 75[2]
- 1897: Mietshaus – Schmalzingergasse 2[3][4]
- 1898: Wohn- und Geschäftshaus – Kupferstraße 26[5]
- 1899: Mietshaus – Münzbergstraße 3[6]
- 1901: Mesnerhaus – Neubaustraße 1 1/2[7][8]
- 1902: Wohnhaus – Östliche Ringstraße 16[9]
- 1903: Wohnhaus – Schulstraße 15[10]
- 1904: Wohn- und Geschäftshaus – Ludwigstraße 10 (Fassade verändert)[11]
- 1905: Mietshaus – Schulstraße 20[12]
- 1905: Atelier – Harderstraße 25[13]
- 1905: Neubarockes Mietshaus – Neubaustraße 9[14]
- 1907: Wohn- und Geschäftshaus – Schulstraße 19[15]
- 1908: Wohnhaus – Schulstraße 17[16]
- 1911: Wohnhaus – Höllbräugasse 2[17]
- 1911: Union-Filmtheater – Josef-Ponschab-Straße 1 1/2 (umgebaut von Franz Xaver Proebst)[18]